# Довге (Акатовське сільське поселення)
Довге (рос. Долгое) — присілок Гагарінського району Смоленської області Росії. Входить до складу Акатовського сільського поселення. Населення — 6 осіб (2007 рік).